# Boris Pahor
Boris Pahor, född 26 augusti 1913 i Triest, Österrike-Ungern (nuvarande Trieste i Italien), död 30 maj 2022 på samma plats, var en slovensk författare. Han var en av de mest inflytelserika författarna i det slovenska språket och han nominerades till nobelpriset i litteratur.

## Biografi
Pahor föddes i en slovensk familj i Trieste, då den viktigaste hamnen i det österrikiska-ungerska imperiet. Hans far flyttade till staden från den närbelägna Karst-regionen och var anställd som tjänsteman i den österrikiska-ungerska administrationen. År 1919 blev han avskedad av de nya italienska militära myndigheterna och tvingades att arbeta som fruktförsäljare.
Under sin barndom bevittnade Pahor framväxten av nationalistiska och totalitära ideologier mot vilka han förde en livslång intellektuell kamp med kristna humanistiska värden.
Pahor blev 1920 vittne till när de fascistiska trupperna brände ner det slovenska folkets hus (kulturcentrum) (Narodni dom) i Trieste, en händelse som hade en djupgående inverkan på honom. Han skulle senare ofta återkomma om detta barndomsminne i sina essäer, liksom i en av sina sena romaner, Oberdantorget ("Oberdan Square").